# Mężczyźni do całowania
Mężczyźni do całowania (niem. Männer zum Knutschen, ang. Men to Kiss; tytuł roboczy Tobi und der Knuddelmann) – niezależny niemiecki film fabularny z 2012 roku, wyreżyserowany przez Roberta Hasfogela, z Frankiem Christianem Marksem i Udo Lutzem obsadzonymi w rolach głównych. Zdjęcia kręcono w Berlinie.
Komedia romantyczna, której bohaterami są dwaj homoseksualiści − ekscentryczny Tobi oraz uporządkowany Ernst. Światowa premiera projektu odbyła się w lutym 2012 podczas Mardi Gras Film Festival w Australii.
Mężczyźni do całowania są spin-offem, a zarazem sequelem komedii Alex i Leo (2010). Film wyróżniono nagrodami i nominacjami w trakcie festiwali w Calgary, Hamburgu, San Diego, Honolulu i Miami.

## Obsada
- Frank Christian Marx − Ernst Knuddelman
- Udo Lutz − Tobias "Tobi" Rueckert
- Alexandra Starnitzky − Uta Refsen
- Sascia Haj − Steffi
- Marcel Schlutt − Leopold "Leo" Krieg
- Marcus Lachmann − Rutila Rueckert Mandelstam
- Dominik Djialeu − Kurt
- Marc Bluhm − Paul
- Luise Schnittert − Grundel
- André Schneider − Alexander "Alex" Vennemann